# Šubić nemzetség

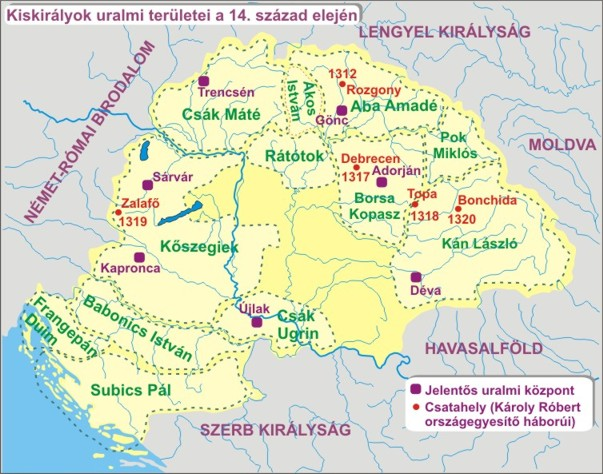
Kiskirályok területei a 14. század elején

A Šubić nemzetség a középkori Horvátország egyik legbefolyásosabb nemzetsége volt; egyike annak a hat horvát nemzetségnek, amelyekből a horvát bánokat és királyokat választották. Családfájukat az 1066. évig vezetik vissza. A család tagjai 1069-től mint zsupánok szerepelnek a királyi oklevelekben. Hatalmuk csúcsán a kor divatjának megfelelően elkezdték magukat római előkelőktől (a Sulpitius családtól) származtatni, ennek azonban semmiféle valós alapja nem volt.

## Korai történelmük
Ősi székhelyük Dalmáciában, a Zárától (Zadar) nem messze épült Bribir volt; első birtokaik ennek közelében feküdtek. A falu nevét a magyar források eltérő írásmódokkal említik; a zsupán tisztségének megnevezésekor többnyire a „Brebir” alak használatos.
A család legrégibb ismert ősének Budec (Budiszláv) brebiri zsupánt, Kresimir Péter horvát király udvarmesterét (postelnik, 1066-70) tartják. A brebiri zsupán tisztsége utódai közt öröklődött, ők azonban eleinte csak hézagosan ismertek:
- Crmenik (1070),
- Strezinja (1076-87)

Sztresinjának két fia volt:
- Duim (Dujmo, illetve Filippus Stresinna) spalatói perjel (1080) és
- Vukilo (Vlcsina de Stresazza, illetve Vlachizo) brebiri zsupán.

Vukilo fia, Šubić Marmonja brebiri zsupán egyike volt ama 12 horvát nemzetségfőnek, akik 1102-ben behódoltak Könyves Kálmánnak, és megkötötték vele Horvátország és Magyarország szövetségét.
További leszármazottak:
- Šubić Bogdán (Bogdanica) brebiri zsupán 1164(-ig?),
- Šubić I. Miroszláv (Bogdán fia) brebiri zsupán 1164(-től?), legalább két fiúval:
  - egy ismeretlen nevű fiú, akinek fia Šubić II. Gergely knini püspök (1229)
  - Šubić I. Gergely brebiri zsupán 1180-84.

A 12. század végén a Šubićok támogatták III. Béla harcát a Velencei Köztársaság ellen, és ezért örökös földbirtokként megkapták Bribir (egyes forrásokban: Brebir) megyét. Ezután a családfő már nem a zsupán (iupanus), hanem gróf (latinul: comes, horvátul: knez) címet viselte — így a régi horvát zsupánból — aki nemzetségének megbízottja volt — a magyar király vazallusa lett. Ekkor alakult ki Horvátországban a feudális rendszer.
Šubić I. Gergely fiai:
- Šubić Pribinja (Privica) brebiri gróf (knéz) (1197).
- Šubić Višan (Vuissenus, illetve Buysenus ) bogumil eretnek (1220), likai gróf,[1] Zvonigrád várának ura (1221), spalatói gróf — unokaöccse, Šubić III. Gergely Bribir ostromakor ledöfte.

Šubić Pribinja fiai:
- Šubić III. Gergely brebiri és spalatói gróf (1197-1248)
- Šubić I. György brebiri gróf (1197)
- Šubić I. István brebiri s trogiri gróf (1217-1229)
- Šubić Vulcsina trogiri gróf (1220)

Šubić I. István fiai közül ketten tűntek ki:
- Šubić II. István és
- Šubić I. Jakab.

II. István brebiri és trogiri gróf egy ideig tengermelléki bán is volt. Részt vett a tatárok elleni harcban, megvédelmezte Trogir várát és az oda menekült IV. Béla magyar királyt. Kajdan tatár kán kénytelen volt hadaival a vár alól elvonulni. A hálás király 1251-ben a család régi donációit megerősítette.

## Hatalmuk csúcsán
A tatárok ellen jeleskedő Šubić II. István négy fia:
- Šubić Pál (biribiri Šubić I. Pál, ?–1312),
- Šubić II. György (?–1306),
- Šubić I. Mladen (?–1302) és
- Šubić I. Iván volt.

A fiak Károly Róbert legelső támogatói közé tartoztak, és ezzel nagyon emelték a család hatalmát és tekintélyét. Atyja halála után Šubić Pál lett a tengermelléki bán és Spalato grófja, 1285-ben boszniai bán, 1293-ban örökösödési joggal tengermelléki bán, 1295-ben élethosszig egész Horvátország bánja, 1298-ban örökösödési joggal Horvátország bánja. A nemzetség vele érkezett el befolyásának csúcsára: ő fektette le a nemzetség tartományúri hatalmát alapvetően Dalmáciában és Horvátország déli részén. Saját adminisztrációt épített ki, önállóan bíráskodott, saját pénzt veretett és számos egyéb királyi jogot bitorolt el. Majdnem korlátlan hatalommal uralkodott Horvátországban. Több tengermelléki]] várost és várat elvett Velencétől, és felvette ezen városok grófi címeit. Művét fia, Šubić II. Mladen folytatta, aki megörökölte apja méltóságait is.
Šubić II. György 1274-1287 között Sebenico grófja, 1283-1294 között Almissa (Omiš) grófja, 1293-1306 között fivéreivel az összes dalmáciai város grófja.
Šubić  I. Mladen legelső támogatói közé tartoztak1276-ban lett Trogir kapitánya, 1281-1296 között spalatói gróf. A bogumil eretnekek ölték meg.
Egyik nővérük Lőrinc velencei dózse fiához, az ifjabb Tiepolo Jakabhoz (Jacopo Tiepolo, Iacopo Tiepolo) ment feleségül.
Másik nővérük Orsolya-rendi apáca volt. Fivéreivel ő alapította a szkutari zárdát, amelynek apátnője lett. IX. Gergely pápa szentté avatta.

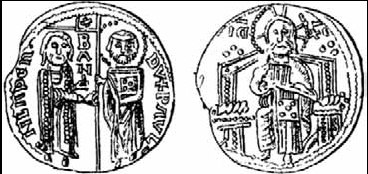
Šubić Pál pénzérméi

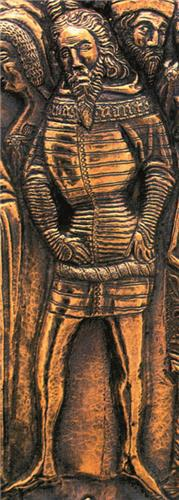
Šubić Pál (Šubić I. Pál)

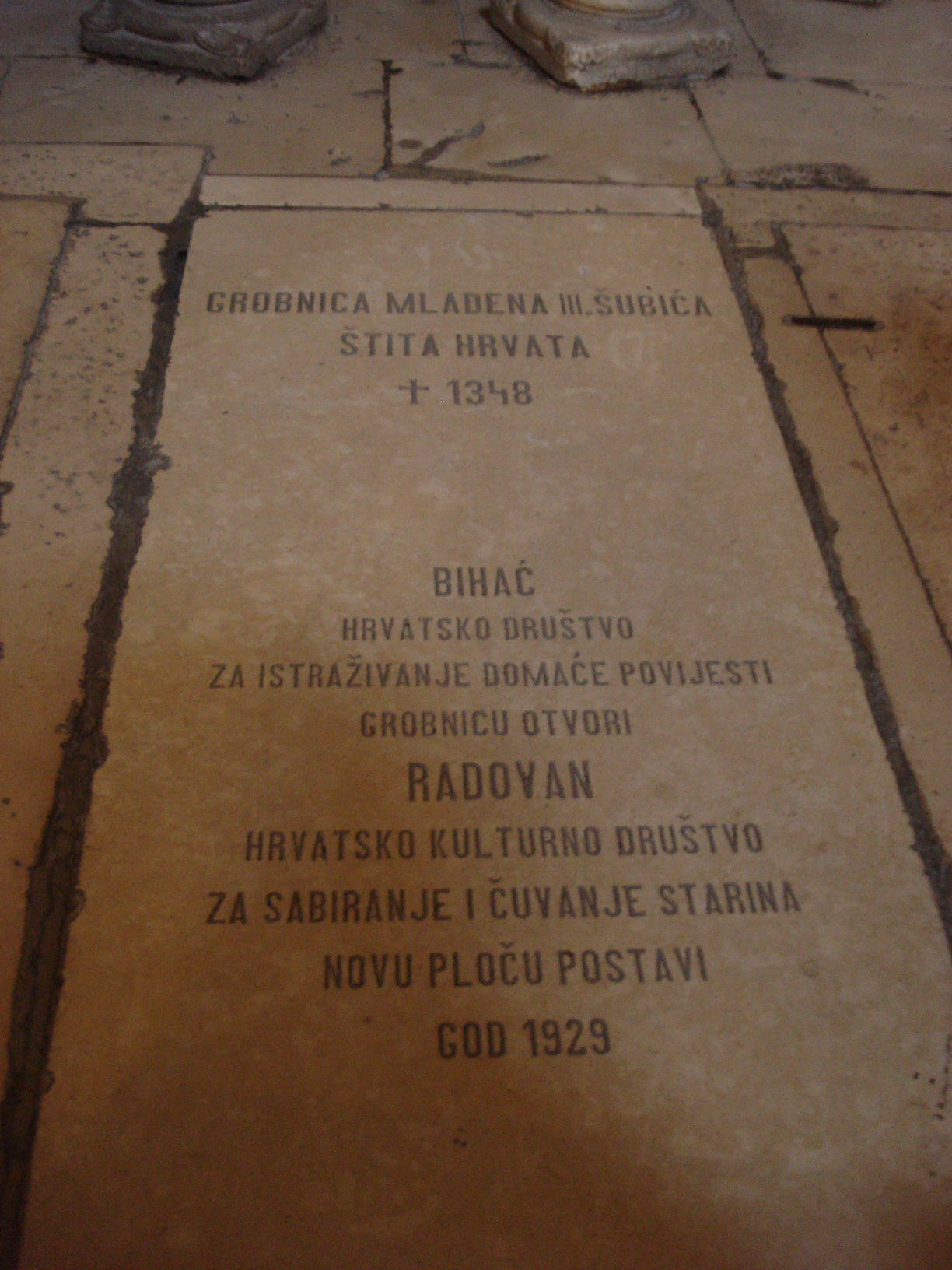
Šubić Mladen (Šubić III. Mladen) sírköve a trogiri Szent Lőrinc-székesegyházban

### Szlavón bánok és vicebánok a Šubić nemzetségből
- Šubić Pál 1278-tól 1309-ig volt tengermelléki bán,[2] 1290-1300 között horvát bán (mindkettő a szlavón bán helyettese);
- Pál fia, Šubić II. Mladen 1310–1322 között horvát–dalmát bán,[3] illetve 1309–1322 között tengermelléki bán[2] (a források ellentmondásosak).

### Az Anjou-korban
A Šubićok az Anjou-ház magyarországi trónigényének legelső támogatói közé tartoztak. Amikor I. Károly magyar király hajója 1300 augusztusában kikötött Spalatóban, a Šubićok voltak a legbefolyásosabb segítői.
I. Pálnak öt fia:
- Šubić II. Mladen,
- Šubić III. György  1306-tól 1308-ig a tengermelléki városok grófja, 1308-tól Trogir várkapitánya, 1312–24 között Omiš és Klissza grófja. Felesége (Ilona) Róbert Károly rokona volt. 1324-ben a Nelipić család elfogta és Knin várába záratta, ahol 1326-ig volt fogságban. Klisszában halt meg 1330 dec. 18-án. Gyermekei:
  - Šubić III. Mladen klisszai és skradini gróf (1330–1348), omiši gróf (1343), trogiri (1347) és sebenicói gróf (1347–1348); felesége, Lelka, Dusán szerb cár nővére volt; fiuk:
    - Šubić IV. Mladen klisszai és skradini gróf.

  - Šubić III. Pál klisszai gróf (?–1356); felesége, Katalin Giovanni Dandolo velencei dózse leánya volt; fiuk:
    - Šubić III. Márk.

  - Šubić I. Boldizsár.
  - Šubić Ilona 1338. aug. 17-én férjhez ment Kotromanić Ulászló boszniai régenshez és ő lett I. Tvrtko István, Bosznia első királya és István Vuk bosnyák bán anyja.
- Šubić II. Pál — „Pál Banics”, azaz bán fia néven is ismert. 1305-től 1322-ig Trogir grófja, 1333-tól 1346-ig Ostrovica grófja és várkapitánya. Sokat harcolt a magyarokkal, a Nelipić családdal és Šubić Ugrin Budiszlávval. A Nelepićek elvették tőle Ostrovica várát, de 1337-ben visszaadták. 1346-ban halt meg. Fia:
  - Šubić IV. György.
- Šubić V. Gergely 1320-tól 1322-ig Sebenico grófja, 1346-47 között Ostrovica várura. Leánya,
  - Šubić I. Katalin a boszniai királyi udvarban nevelkedett nagynénjénél, Ilonánál. I. Tvrtko István szerette volna összeházasítani Vukasin szerb király fiával, de a pápa ezt a valláskülönbség miatt nem engedte meg, és azt kívánta, hogy a leánykát a magyar királyi udvarba vigyék.
- Šubić II. Márk biribiri gróf 1319-1345 között. Két fia volt:
  - Vulcseta és
  - Šubić Butkat — egyikük 1328-ban megölte Draskovics Pál szkutari püspököt.

Šubić I. Pál fivérének Šubić II. Györgynek a fia, Šubić Iván Klissza grófja volt (1337-56). Az egyházi törvények ellenére és egyházi engedély nélkül feleségül vette negyedízbeli rokonát, Katalint, Šubić IV. Mladen leányát.
I. Károly magyar király 1311 első felében Velencével került konfliktusba. Elfoglalta Zárát, és Šubić Mladent tette meg a várgrófnak. Katonákat azonban a Csákokkal kirobbant ellenségeskedés miatt nem tudott küldeni neki. Ezért (1313-ban?) kompromisszumot kötött Velencével: Zára grófja velencei lesz, de megmaradt a magyar király névleges fennhatósága. Mladen ezután garázdálkodni kezdett a térségben.
Ahogy Károly hatalma erősbödött, egyre inkább szükségét érezte, hogy felszámolja ezt a kiskirályságot is, és megszerezze a teljes szuverenitást. Kiváló ürügy volt erre, hogy 1322-ben két dalmát város, Sebenico és Trau szövetséget kötött az őket sújtó Šubić Mladen bán (Šubić Pál fia) és testvérei ellen. Mladen eredménytelenül ostromolta a két várat, aminek hatására addig megfélemlítéssel egybeterelt hűbéresei sorra elpártoltak tőle. Melléjük állt Kotromanić István bosnyák bán, valamint a Babonićok is, és ez a szövetség legyőzték a Šubićok seregét. A két város velencei gályákat és zsoldosokat bérelt fel, azok pedig felégették a Šubićok két fontos központját. Mladen előbb testvérét küldte I. Károly magyar királyhoz, majd személyesen járult elébe, hogy segítségét kérje. A király azonban elfogatta, és fogolyként Magyarországra vitette.
Az Una folyó mellett (in terra Schlavoniae) épített Zrin várát amit I. Lajos magyar király 1347-ben több közeli birtokkal együtt Šubić Gergelynek és unokaöccsének, Šubić Györgynek adományozta, hogy kárpótolja őket Dalmáciában elvesztett birtokaikért. A várról nyerték nevüket leszármazottaik, a Zrínyi család.

## Hanyatlásuk, utódaik
Az 1320-as évek közepétől a dalmát városok egymás után behódoltak Velencének, és I. Károly király semmit sem tett visszaszerzésük érdekében. A tengermelléki Ostrovica vára és egyéb dalmáciai birtokai fejében I. Lajos magyar király 1347-ben Šubić Gergelynek és unokaöccsének, Šubić Györgynek adományozta az Una folyó mellett (in terra Schlavoniae) épített Zrin várát, az ahhoz közel fekvő Stupnica falut és Pedalj várát. Ettől kezdve György és utódai a Subics név mellőzésével Zrinski (Zrínyi) változatban írták nevüket, és immár nem a dalmát, hanem a horvát és a magyar történelem alakításából vették ki részüket.
Subics György a család megalapítója, mint ilyen Zrínyi I. György (II.A1.), nagybátyjának a Frangepán-családból származott Blagai Dujmo vegliai grófnak házában nevelkedett; mint serdülő ifjú I. Lajos király apródja volt, 1347-ben még a nápolyi hadjáratba is követte, ahol kitűnt vitézségével. 1361-ben halt meg. Egyetlen fia Zrínyi I. Pál (II.B2.) apja halálakor még kiskorú volt.